# Vladimir Durković
Vladimir Durković, född 6 november 1937 i Gjakova, död 22 juni 1972 i Sion, var en jugoslavisk fotbollsspelare.
Han blev olympisk guldmedaljör i fotboll vid sommarspelen 1960 i Rom.